# Apomecyna somaliensis
Apomecyna somaliensis är en skalbaggsart som beskrevs av Stefan von Breuning 1948. Apomecyna somaliensis ingår i släktet Apomecyna och familjen långhorningar. Inga underarter finns listade i Catalogue of Life.